# Johannes Rosenrod

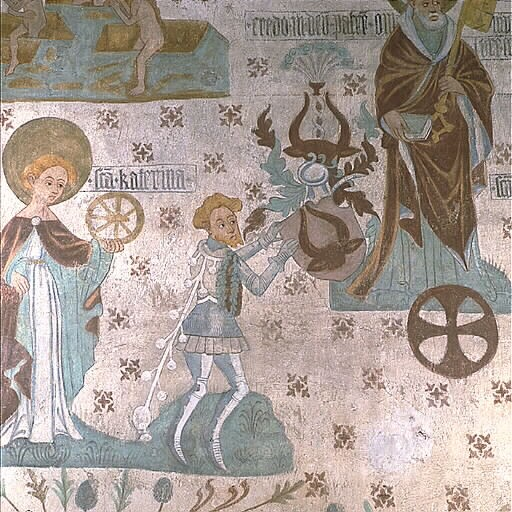
Porträtt av lagman Bengt Jönsson (Oxenstierna) med ätten Oxenstiernas vapen 1437 av Johannes Rosenrod i Tensta kyrka, Uppland. Uppe till höger syns den helige aposteln Sankt Per eller Petrus med "Himmelrikets nycklar" och därunder ett konsekrationskors.

Johannes Rosenrod (Rosenrodh) eller Mäster Johannes, var en kyrkomålare verksam vid mitten av 1400-talet. 
Han var förmodligen en passagekonstnär av tysk härkomst. Hans enda säkra verk i Sverige är kalkmålningarna i  Tensta kyrka i Uppland, som är signerade och daterade 1437. Eventuellt har han också utfört målningar i Danmarks kyrka utanför Uppsala. 
Möjligen inkallades han till Sverige av Bengt Jönsson (Oxenstierna) för måleriarbetet i Tensta kyrka, dennes son Jöns Bengtsson (Oxenstierna) befann sig vid den här tiden i Leipzig för studier, och det är möjligt att han förmedlat uppdraget till Johannes. Måleriet har släktskap med det måleri som blomstrade i Böhmen och Burgund runt sekelskiftet 1400. Då inga andra säkra verk av honom är kända, är det möjligt att han ganska snart återvände till Tyskland.
Mäster Johannes figurframställningar är "skickligt tecknade, med tyngd och fasthet". Ofta låter Rosenrod personerna se åt sidan, så att ögonvitorna framträder och ögonen således blir mycket tydliga.

## Bilder

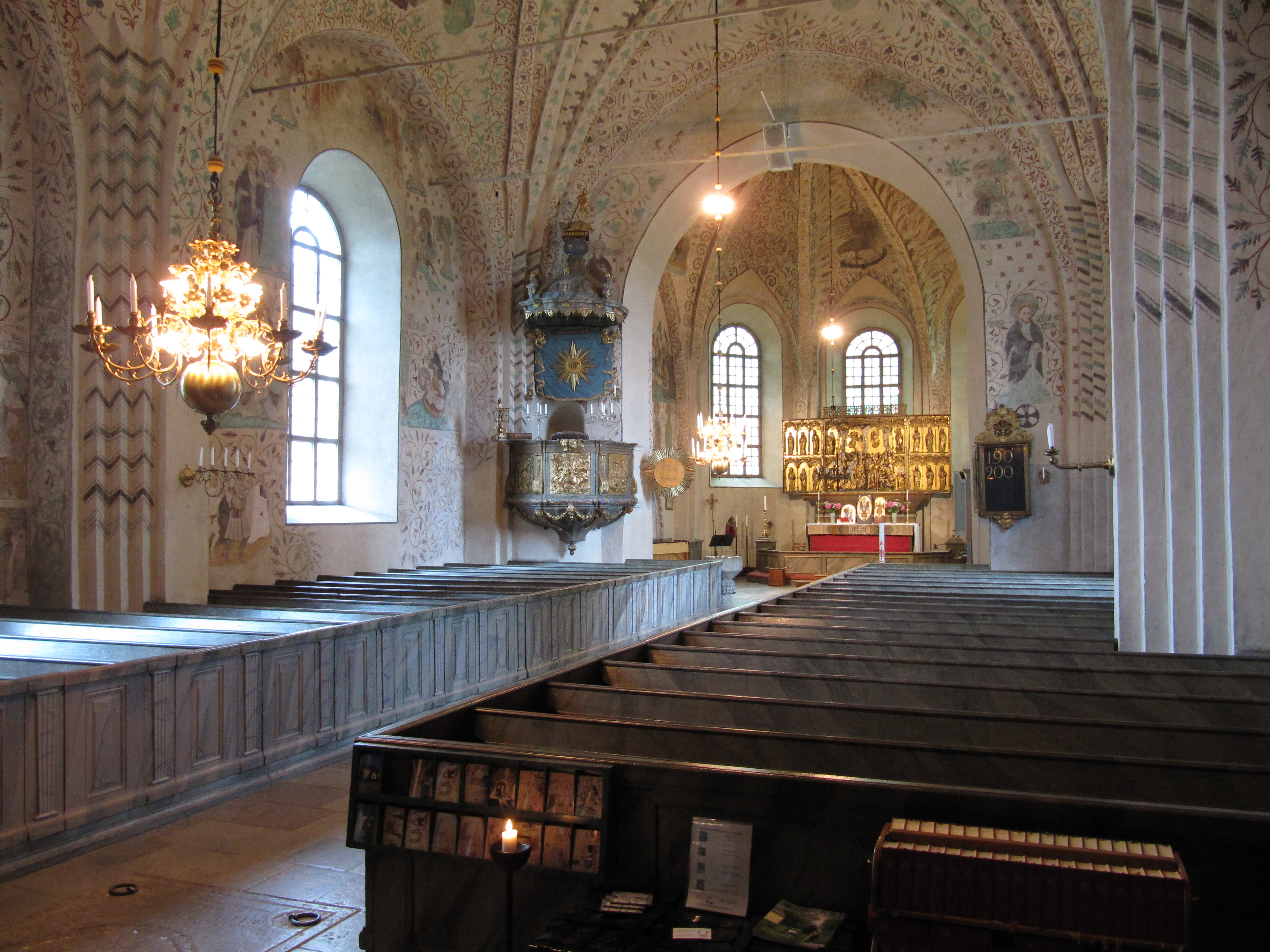
Tensta kyrka, Uppland, med kalkmålningar av Johannes Rosenrod.
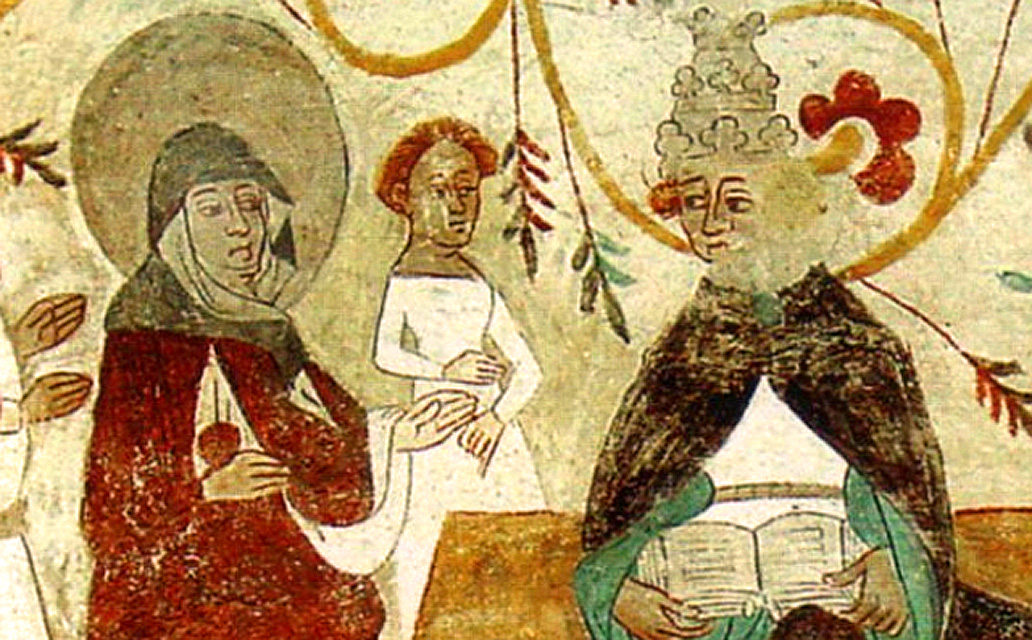
Kalkmålning med Heliga Birgitta och påven Urban V 1437 av Johannes Rosenrod i Tensta kyrka, Uppland.
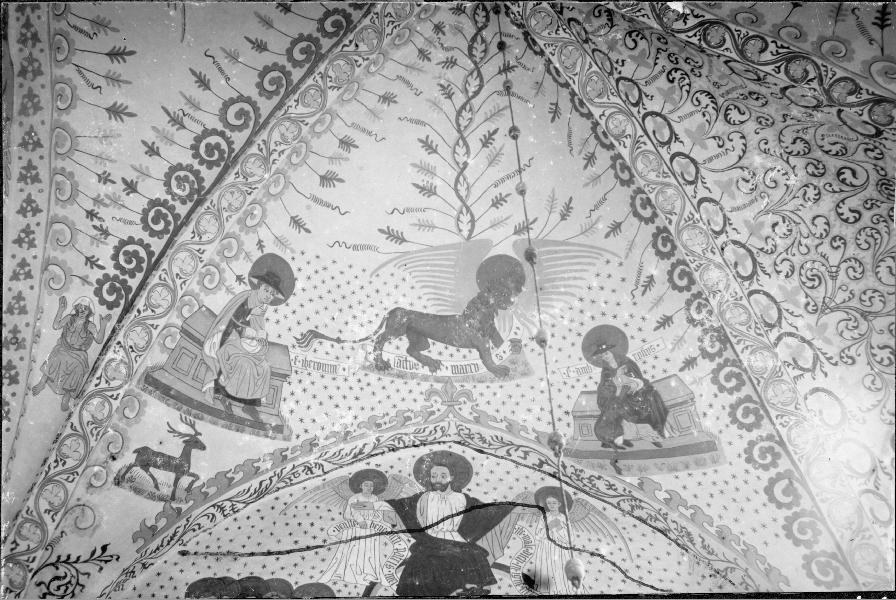
Kalkmålning i taket i korets norra valv 1437 av Johannes Rosenrod i Tensta kyrka, Uppland.
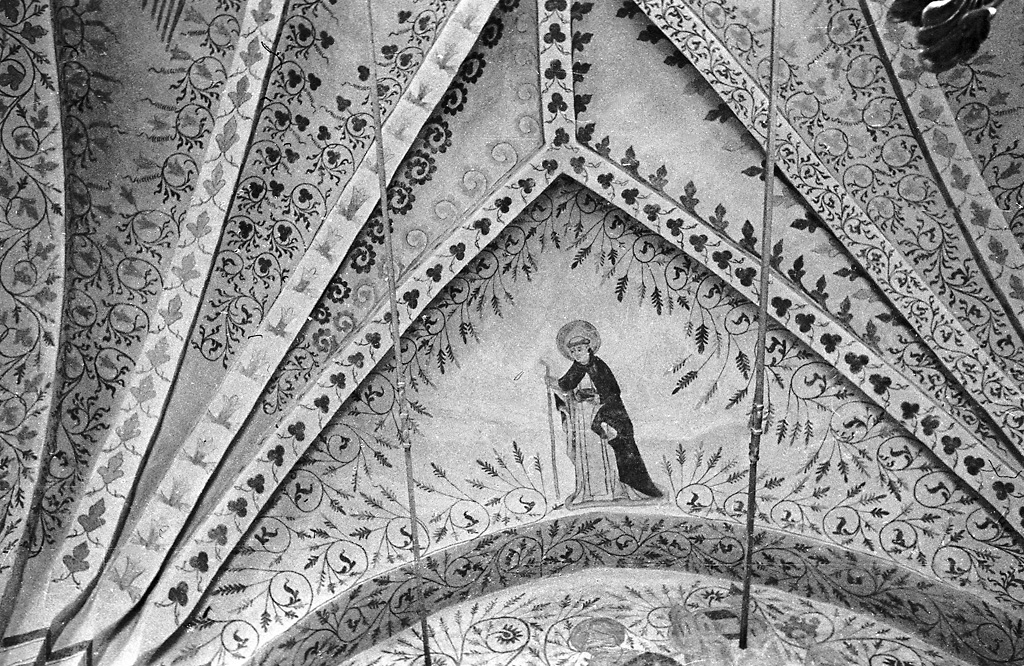
Medeltida kalkmålning från 1437 av Johannes Rosenrod i ett valv i Tensta kyrka.